# Roei Shukrani
Roei Shukrani (hebräisch רועי שוקרני; * 26. Juni 1990 in Karmi’el) ist ein israelischer Fußballspieler.

## Leben
Shukrani begann seine Karriere in der Jugendabteilung von Hapoel Karmiel und wechselte mit 16 Jahren zu Hapoel Haifa. Am 12. November 2008 gab er sein Debüt für die A-Mannschaft des Vereins bei einem 1:0-Sieg gegen Maccabi Ahi Nazareth im Toto Cup. Am 1. Mai 2010 gab er sein Debüt in der Premier League und wurde beim 1:0-Sieg gegen Hapoel Ra'anana eingewechselt.
Nachdem er Schwierigkeiten hatte, sich in die erste Mannschaft zu integrieren, wurde Shukrani im Sommer 2012 an Hapoel Nazareth Illit in der Nationalliga ausgeliehen. Im Trikot von Nazareth Illit absolvierte er 33 Ligaspiele und war ein wichtiger Spieler in der Aufstellung des Teams, das um den Aufstieg in die Premier League kämpfte und schließlich den dritten Tabellenplatz belegte.
Im Sommer 2013 kehrte Shukrani zu Hapoel Haifa zurück. Am 18. Oktober 2014 erzielte er sein erstes Karrieretor, das Siegtor für sein Team (3:2) gegen Maccabi Netanya.
Am 9. Juni 2015 unterzeichnete Shukrani einen Fünfjahresvertrag mit Ironi Kiryat Shmona. Am 4. September 2016 unterschrieb er bei Hapoel Raanana.
Am 25. Juni 2018 kehrte er zu Hapoel Haifa zurück und unterzeichnete einen Zweijahresvertrag mit dem Verein. Nach einer halben Saison, in der er nur ein Spiel bei einer 1:3-Niederlage gegen Maccabi Tel Aviv bestritt, in dem Shukrani in der Startelf stand und zu Beginn der zweiten Halbzeit ausgewechselt wurde, wurde der Spieler bis zum Ende dieser Saison an Hapoel Acre ausgeliehen. Am 7. August 2019 kehrte Shukrani aus der Nationalliga zu Hapoel Nof HaGalil zurück. In der Saison 2020/2021 wechselte er unter Trainer Yaron Hochnbaum auf die Position des rechten Verteidigers.